# Nickelodeon Kids’ Choice Awards 1999
12. gala Nickelodeon Kids’ Choice Awards odbyła się 1 maja 1999 roku. Prowadzącą galę była Rosie O’Donnell.

## Prowadząca
Rosie O’Donnell

## Nominacje

### Film

#### Najlepszy zwierzęcy aktor
- Kot Salem (Sabrina, nastoletnia czarownica) (zwycięstwo)
- Pies Soccer (Wish Bone)
- Buddy (Bud, pies na medal)
- Babe (Babe: Świnka w mieście)

#### Najlepszy aktor
- Adam Sandler (Kariera frajera) (zwycięstwo)
- Eddie Murphy (Doktor Dolittle)
- Chris Tucker (Godziny szczytu)
- Jim Carrey (Truman Show)

#### Najlepsza aktorka
- Drew Barrymore (Od wesela do wesela) (zwycięstwo)
- Victoria Beckham, Melanie Brown, Emma Bunton, Melanie Chisholm i Geri Halliwell (Spice World)
- Julia Roberts (Mamuśka)
- Meg Ryan (Masz wiadomość)

#### Najlepszy film
- Pełzaki: Gdzie jest bobas? (zwycięstwo)
- Dawno temu w trawie
- Doktor Dolittle
- Kariera frajera

### Telewizja

#### Najlepsza kreskówka
- Pełzaki (zwycięstwo)
- Kotopies
- Faceci w czerni
- Simpsonowie

#### Najlepszy aktor telewizyjny
- Kel Mitchell (All That) (zwycięstwo)
- Tim Allen (Pan Złota Rączka)
- Jonathan Taylor Thomas (Pan Złota Rączka)
- Drew Carey (The Drew Carey Show)

#### Najlepsza aktorka telewizyjna
- Mary-Kate i Ashley Olsen (Bliźniaczki) (zwycięstwo)
- Sarah Michelle Gellar (Buffy: Postrach wampirów)
- Jennifer Aniston (Przyjaciele)
- Melissa Joan Hart (Sabrina, nastoletnia czarownica jako Sabrina Spellman)

#### Najlepszy serial
- All That (zwycięstwo)
- Siódme niebo
- Chłopiec poznaje świat
- Buffy: Postrach wampirów

### Pozostałe kategorie

#### Najlepsza gra wideo
- Crash Bandicoot
- Super Mario 64
- Yoshi Story
- Zeruda no densetsu: Toki no okarina